# ハインリヒ・デルンブルヒ

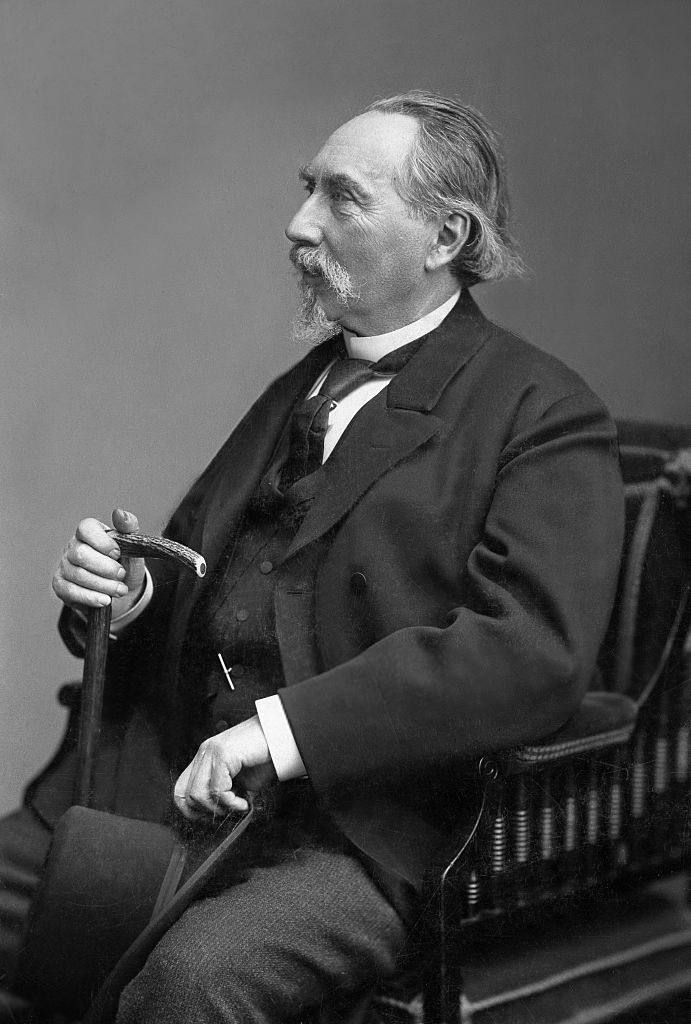

ハインリヒ・デルンブルヒ（独: Heinrich Dernburg、1829年3月3日 - 1907年11月23日）は、ドイツの法学者（ローマ法・民法）、政治家。デルンブルクと表記されることもある。

## 経歴
ヘッセン大公国のマインツに生まれる。父ヤーコプは後に大学教授にもなった有能な弁護士であった。ユダヤ系の生まれながら、1841年には家族揃ってキリスト教の洗礼を受けている。
21歳にしてギーセン大学において博士号を得ると、ベルリン大学に移って研究を続けたが、健康上の理由から一時大学を退き農業に従事する。
しかし、1851年の末にハイデルベルク大学教授候補となると、以降順調な研究生活を送り、23歳にして初めての講義を行う。デルンブルヒは教授候補僅か3年にして1854年にチューリッヒ大学助教授となり、半学期を経過し25歳にして正教授となる。以来55年にわたり大学で教鞭をとる。ドイツ法学において一世を風靡したベルンハルト・ヴィントシャイトが教授の地位に就くのに7年を要したことからすれば、異例の出世であった。
デルンブルヒの専攻はローマ法であったが、チューリッヒの地において、彼は社会的地位を得ると共にその学問の基礎をも固める。ローマ法の学理がそのままではスイス国民の実状に適合しないことを直視すると共に、理論のための理論ではなく、実際生活上の利益のために、ローマ法を一つの道理として利用すべきことを説いたのである。
1862年にハレ大学に移り、1866年には同大学の代表者として貴族院に派遣される。1873年ベルリン大学教授となり、貴族院議員にも就任。ドイツ民法典の制定においては、1888年の第19回法曹会において、地役権及び相続回復権の問題に付きヴィントシャイトを中心とする第一草案への反対演説を行い成功している。
学説としては極端に走らず中庸を採る傾向が強く、形式論理よりも実際生活上の問題を重要視し、あくまでも客観的な法文の論理形式に従った解釈に則りつつも、概念法学に陥ることなく商業上の実用と社会の理想との調和を模索した。そのため、当時のロマニステンの代表的人物としては珍しく、ゲルマニステンからの批判にはほとんど晒されていない。ローマ法における質権の研究は、ヴィントシャイトやエミール・ゼッケルからも第一級の研究であると評価されている。ドイツ民法においては、任意婚姻制の導入など、デルンブルヒの修正意見は直接にはほとんど採用されることはなかったが、その学説は第二草案を始めとしてドイツ民法典全体に顕著な影響を与えたものと評価されている。
聴衆を圧倒するような名講義をするタイプではなかったが、用意周到な著述によって学生に最大の人望を有し、教科書はヴィントシャイトのそれに比して豊富な説明がより学生向けとして支持された。日本民法典の起草者である穂積陳重もベルリン留学中にデルンブルヒの薫陶を受けており、梅謙次郎、富井政章もまた著作を通してデルンブルヒ学説に親しんでいた（梅は面識もある）。このため、三者共に日本民法の研究に必須の文献としてデルンブルヒの著作研究を推奨している。
ベルリンにて没。亡骸はシャルロッテンブルク＝ヴィルマースドルフ区の墓地に葬られている。

## 親族
政治家のベルンハルト・デルンブルクは甥に当たる。

## 著作
- Die Kompensation (Heidelberg 1854, 2. Aufl. 1868)
- Das Pfandrecht (Leipzig 1860-64, 2 Bde.)
- Die Institutionen des Gajus (Halle 1869)
- Lehrbuch des preußischen Privatrechts (das. 1871 -80, 3 Bde.;4. Aufl. 1884 ff.)
- Das Vormundschaftsrecht der preußischen Monarchie (Berlin 1875, 3. Aufl. 1886)
- Das preußische Hypothekenrecht (mit Hinrichs, Leipzig 1877, Abt. 1)
- Pandekten (Berlin 1884 ff.)